# Ricrena pallidipennis
Ricrena pallidipennis är en stekelart som beskrevs av Cameron 1906. Ricrena pallidipennis ingår i släktet Ricrena och familjen brokparasitsteklar. Inga underarter finns listade i Catalogue of Life.